# Karim Adeyemi
Karim-David Adeyemi (sinh ngày 18 tháng 1 năm 2002) là một cầu thủ bóng đá chuyên nghiệp người Đức hiện đang thi đấu ở vị trí tiền vệ cánh hoặc tiền đạo cho câu lạc bộ Bundesliga Borussia Dortmund và đội tuyển bóng đá quốc gia Đức.

## Sự nghiệp câu lạc bộ

### Red Bull Salzburg
Adeyemi chơi cho đội bóng TSV Forstenried, và khi anh 8 tuổi, anh gia nhập đội bóng địa phương FC Bayern Munich tại Bundesliga vào năm 2010. Do bế tắc trong việc đàm phán việc tiếp tục ở lại câu lạc bộ này, Adeyemi đã tranh chấp với Bayern Munich và cuối cùng anh phải rời câu lạc bộ. Sau vụ tranh chấp đó, anh đã gia nhập SpVgg Unterhaching vào năm 2012. Sau khi thăng tiến ở các đội trẻ, anh có trận ra mắt vào tháng 3 năm 2018 cho đội U-19 ở giải A-Junioren-Bundesliga (U-19 Bundesliga). Anh ghi bàn thắng đầu tiên ở giải đấu này vào tháng 4 năm 2018 trong trận thua 2–3 trước U-19 Eintracht Frankfurt. Với Unterhaching, anh phải xuống hạng từ A-Jugend Bayernliga (U-19 Bayernliga) vào cuối mùa giải.
Trước mùa giải 2018–19, Adeyemi ký hợp đồng ba năm với câu lạc bộ Áo FC Red Bull Salzburg. Sau đó, anh được cho mượn tại FC Liefering trong mùa giải. Adeyemi có trận ra mắt ở Giải bóng đá hạng nhất quốc gia Áo vào ngày 1 tháng 9 năm 2018 trước Austria Lustenau. Anh chơi cả trận này và Liefering thua 1–0 trước Austria Lustenau. Vào ngày 1 tháng 12 năm 2020, anh ghi bàn thắng đầu tiên tại Champions League trong chiến thắng 3–1 trên sân khách trước Lokomotiv Moskva trong mùa giải 2020–21.

### Borussia Dortmund
Vào ngày 10 tháng 5 năm 2022, Adeyemi gia nhập câu lạc bộ Borussia Dortmund tại Bundesliga theo hợp đồng có thời hạn đến mùa hè năm 2027 với trị giá là 38 triệu euro. Vào ngày 5 tháng 10, anh ghi bàn thắng đầu tiên tại Champions League cho Borussia Dortmund trong chiến thắng 4–1 trên sân khách trước Sevilla. Vào ngày 15 tháng 2 năm 2023, anh ghi bàn thắng duy nhất trong chiến thắng 1–0 trước Chelsea ở vòng 16 đội Champions League. Vào tháng 2 năm 2023, Adeyemi được ghi nhận là cầu thủ nhanh nhất Bundesliga với tốc độ 36,65 km/h. Vào ngày 30 tháng 3 năm 2024, Adeyemi mở tỷ số trong chiến thắng 2–0 trên sân khách trước Bayern Munich, đem lại Dortmund chiến thắng đầu tiên tại Der Klassiker kể từ năm 2019 và chiến thắng đầu tiên tại Allianz Arena sau 10 năm.

## Sự nghiệp quốc tế
Anh từng là cầu thủ trẻ quốc tế của Đức và từng đại diện cho các đội U-16, U-17 và U-21 Đức.
Anh có trận ra mắt Đội tuyển bóng đá quốc gia Đức trong chiến thắng 6–0 vòng loại FIFA World Cup 2022 trước Armenia vào ngày 5 tháng 9 năm 2021 khi vào sân thay người và đồng thời ghi bàn thắng thứ sáu cho Đức trong trận này ở phút bù giờ đầu tiên của hiệp hai. Adeyemi là cầu thủ lần đầu tiên chơi một trận cho Đội tuyển bóng đá quốc gia Đức kể từ thời kỳ hậu chiến khi đang thi đấu cho một câu lạc bộ Áo.
Vào tháng 11 năm 2022, anh có tên trong đội tuyển Đức tham dự FIFA World Cup 2022 tại Qatar. Tuy nhiên, anh không góp mặt trong bất kỳ trận đấu nào do Đức bị loại ở vòng bảng.

## Đời tư
Adeyemi sinh ngày 18 tháng 1 năm 2002 tại München, Đức. Cha anh là người Nigeria và mẹ anh là người România. Anh có mối quan hệ với rapper Loredana kể từ năm 2023.

## Thống kê sự nghiệp

### Câu lạc bộ
Tính đến 7 tháng 5 năm 2024
| Câu lạc bộ          | Mùa giải            | Giải vô địch        | Giải vô địch | Giải vô địch | Cúp quốc gia | Cúp quốc gia | Châu lục | Châu lục | Tổng cộng | Tổng cộng |
| Câu lạc bộ          | Mùa giải            | Hạng đấu            | Trận         | Bàn          | Trận         | Bàn          | Trận     | Bàn      | Trận      | Bàn       |
| ------------------- | ------------------- | ------------------- | ------------ | ------------ | ------------ | ------------ | -------- | -------- | --------- | --------- |
| FC Liefering (mượn) | 2018–19             | 2. Liga (Áo)        | 20           | 6            | —            | —            | —        | —        | 20        | 6         |
| FC Liefering (mượn) | 2019–20             | 2. Liga (Áo)        | 14           | 9            | —            | —            | —        | —        | 14        | 9         |
| FC Liefering (mượn) | 2020–21             | 2. Liga (Áo)        | 1            | 0            | —            | —            | —        | —        | 1         | 0         |
| FC Liefering (mượn) | Total               | Total               | 35           | 15           | —            | —            | —        | —        | 35        | 15        |
| Red Bull Salzburg   | 2019–20             | Bundesliga (Áo)     | 10           | 1            | 1            | 0            | 1        | 0        | 12        | 1         |
| Red Bull Salzburg   | 2020–21             | Bundesliga (Áo)     | 29           | 7            | 4            | 1            | 5        | 1        | 38        | 9         |
| Red Bull Salzburg   | 2021–22             | Bundesliga (Áo)     | 29           | 19           | 5            | 0            | 10       | 4        | 44        | 23        |
| Red Bull Salzburg   | Tổng cộng           | Tổng cộng           | 68           | 27           | 10           | 1            | 16       | 5        | 94        | 33        |
| Borussia Dortmund   | 2022–23             | Bundesliga          | 24           | 6            | 2            | 1            | 6        | 2        | 32        | 9         |
| Borussia Dortmund   | 2023–24             | Bundesliga          | 20           | 3            | 1            | 0            | 11       | 2        | 32        | 5         |
| Borussia Dortmund   | Tổng cộng           | Tổng cộng           | 44           | 9            | 3            | 1            | 17       | 4        | 64        | 14        |
| Tổng cộng sự nghiệp | Tổng cộng sự nghiệp | Tổng cộng sự nghiệp | 147          | 51           | 13           | 2            | 33       | 9        | 193       | 62        |

1. ↑  Bao gồm Cúp bóng đá Áo và DFB-Pokal
2. ↑  Ra sân tại UEFA Europa League
3. ↑  Ra sân ba lần và một bàn tại UEFA Champions League, ra sân hai lần tại UEFA Europa League
4. 1 2 3  Ra sân tại UEFA Champions League

### Quốc tế
Tính đến 11 tháng 6 năm 2022
| Đội tuyển quốc gia | Năm       | Trận | Bàn |
| ------------------ | --------- | ---- | --- |
| Đức                | 2021      | 4    | 1   |
| Tổng cộng          | Tổng cộng | 4    | 1   |

### Bàn thắng quốc tế
Tỷ số của Đức được liệt kê đầu tiên, cột tỷ số cho biết tỷ số sau mỗi bàn thắng của Adeyemi.
| # | Ngày               | Địa điểm                            | Đối thủ | Tỷ số | Kết quả | Giải đấu                      |
| - | ------------------ | ----------------------------------- | ------- | ----- | ------- | ----------------------------- |
| 1 | 5 tháng 9 năm 2021 | Mercedes-Benz Arena, Stuttgart, Đức | Armenia | 6–0   | 6–0     | Vòng loại FIFA World Cup 2022 |

## Danh hiệu

### Câu lạc bộ
Red Bull Salzburg
- Giải bóng đá vô địch quốc gia Áo: 2019–20, 2020–21, 2021–22
- Cúp bóng đá Áo: 2019–20, 2019–20, 2021–22

### Quốc tế
U-21 Đức
- Giải vô địch bóng đá U-21 châu Âu: 2021[19]

### Cá nhân
- Huy chương Fritz Walter vàng hạng U-19:2021[20]
- Huy chương Fritz Walter vàng hạng U-17: 2019[21]
- Vua phá lưới Giải bóng đá vô địch quốc gia Áo: 2021–22
- Đội hình của mùa giải Giải bóng đá vô địch quốc gia Áo: 2021–22[22]
- Tân binh của tháng Bundesliga: Tháng 1 năm 2023[23]
- Tân binh của mùa giải Bundesliga: 2022–23[24]